# Wrentham (Alberta)
Pour les articles homonymes, voir Wrentham.
Wrentham est un hameau (hamlet) du Comté de Warner No 5, situé dans la province canadienne d'Alberta.